# Чертицко
Чертицко — деревня в Старорусском муниципальном районе Новгородской области, относится к Взвадскому сельскому поселению.
Деревня расположена на южном побережье озера Ильмень, на восточном берегу Тюлебльского залива.

## История
Впервые упоминается, как Чертицкий погост в писцовых книгах Шелонской пятины с 1495 года.

## Экономика
Основным занятием населения деревни является рыболовство.

## Транспорт
Деревня расположена на автомобильной дороге из районного центра — города Старая Русса к административному центру сельского поселения — деревне Взвад, в 15 км от Старой Руссы и 6 км от Взвада.